# رومان هيرنانديز أونا
رومان هيرنانديز أونا (23 نوفمبر 1949 - 1 يونيو 2021) كان الكوبي أستاذ الشطرنج الفائز ببطولة الشطرنج الكوبية (1982).

## السيرة الشخصية
من السبعينيات إلى التسعينيات كان رومان هيرنانديز أونا أحد لاعبي الشطرنج الرائدين في كوبا. فاز ببطولة الشطرنج الكوبية عام 1982. وكان أحد أعظم نجاحاته على الساحة الدولية في عام 1977 في بطولة الشطرنج القوية في لاس بالماس، حيث شارك رومان هيرنانديز أونا في المركز الرابع مع ميخائيل تال ووالتر براون خلف أناتولي كاربوف وبنت لارسن و. جان تيمان، وفاز بأحزاب ضد لارسن وتال. في نفس العام شارك أيضًا في المركز الثاني مع أوسكار بانو ومهرجان أولف أندرسونين بيل للشطرنج خلف أنتوني مايلز. تشمل نجاحاته الأخرى في بطولة الشطرنج ما يلي: المركز الثالث في كسكيميت (1975)، شارك المركز الثاني والثالث في بوجوتا (1978)، المركز الثالث والرابع في كيتو (1978)، المركز الثاني في هافانا (1978) والمركز الأول في هذه المدينة عام 1983، بالإضافة إلى المركزين الثالثين في بطولات «رئيس الوزراء» في كابابلانكا التذكاري (1999 و2003). وغيرها من الجوائز والمراكز المتقدمة.